# Nati nel 1530
| Questa pagina contiene informazioni ricavate automaticamente dalle voci biografiche con l'ausilio del template Bio e di un bot. L'aggiornamento è periodico e automatico e ricostruisce completamente la pagina. Se manca una persona in questa lista, sei pregato di non aggiungerla, ma accertati piuttosto che la sua voce biografica contenga il template Bio e che i dati anagrafici siano correttamente compilati. Se il template Bio manca, inseriscilo tu stesso o, in alternativa, metti l'avviso {{tmp\|Bio}} che ne segnala la mancanza. Se i dati riportati sono sbagliati, correggi direttamente la voce biografica; le modifiche saranno visibili in questa lista entro pochi giorni. Per chiarimenti vedi il progetto biografie. La lista contiene solo le 117 persone che sono citate nell'enciclopedia e per le quali è stato implementato correttamente il template Bio. Pagina aggiornata al 2 giu 2025. |

## Gennaio(3)
- 5 gennaio - Gaspare de Bono, presbitero spagnolo († 1604)
- 20 gennaio - Valentin Forster, giurista tedesco († 1608)
- 31 gennaio - Ōtomo Sōrin, militare giapponese († 1587)

## Febbraio(3)
- 17 febbraio - Luigi III di Löwenstein-Wertheim, conte († 1611)
- 18 febbraio - Uesugi Kenshin, militare giapponese († 1578)
- 23 febbraio - Onofrio Panvinio, storico italiano († 1568)

## Marzo(2)
- 11 marzo - Giovanni Guglielmo di Sassonia-Weimar, duca tedesco († 1573)
- 24 marzo - Ryūzōji Takanobu, militare giapponese († 1584)

## Maggio(3)
- 5 maggio - Gabriele I di Montgomery, militare francese († 1574)
- 7 maggio - Luigi I di Borbone-Condé, generale francese († 1569)
- 22 maggio - Georg von Kuenburg, arcivescovo cattolico austriaco († 1587)

## Giugno(1)
- 20 giugno - Francesco Ottone di Brunswick-Lüneburg, nobile tedesco († 1559)

## Luglio(2)
- 3 luglio - Claude Fauchet, storico francese († 1602)
- 9 luglio - Vratislav von Pernstein, politico ceco († 1582)

## Agosto(6)
- 1º agosto - Daniele di Waldeck, militare tedesco († 1577)
- 1º agosto - Marco Antonio Pellegrini, avvocato e giurista italiano († 1616)
- 2 agosto - Teotonio di Braganza, arcivescovo cattolico portoghese († 1602)
- 11 agosto - Ranuccio Farnese, cardinale italiano († 1565)
- 14 agosto - Giovanni Battista Benedetti, matematico italiano († 1590)
- 25 agosto - Ivan IV di Russia, sovrano russo († 1584)

## Settembre(1)
- 30 settembre - Girolamo Mercuriale, medico e filosofo italiano († 1606)

## Ottobre(1)
- 30 ottobre - Charles d'Angennes de Rambouillet, cardinale e vescovo cattolico francese († 1587)

## Novembre(2)
- 1º novembre - Étienne de La Boétie, filosofo, scrittore e politico francese († 1563)
- 6 novembre - Josias Simmler, teologo e umanista svizzero († 1576)

## Dicembre(2)
- 1º dicembre - Bernardino Realino, gesuita italiano († 1616)
- 2 dicembre - Sigismondo II Gonzaga, condottiero italiano († 1567)

## Senza giorno specificato(91)
- Petrus van der Aa, giurista belga († 1594)
- Pedro Simón Abril, umanista spagnolo († 1595)
- Michele Alberti, pittore italiano
- Baltasar de Alcázar, poeta spagnolo († 1606)
- Vincenzo degli Alessandri, viaggiatore e diplomatico italiano
- Edmund Anderson, giurista inglese († 1605)
- Giulio Cesare Aranzio, medico e anatomista italiano († 1589)
- Vincenza Armani, attrice teatrale, poetessa e cantante lirica italiana († 1568)
- Giovanni Battista Armenini, scrittore e pittore italiano († 1609)
- Sigismondo Arquer, giurista e letterato spagnolo († 1571)
- Carlo Baldini, arcivescovo cattolico e teologo italiano († 1598)
- Kristóf Báthory, nobile rumeno († 1581)
- François de Belleforest, scrittore e traduttore francese († 1583)
- Lorenzo Bernal del Mercado, militare spagnolo († 1593)
- Diogo Bernardes, poeta portoghese († 1605)
- Martín de Bertendona, ammiraglio spagnolo († 1604)
- Joachim Beuckelaer, pittore fiammingo († 1575)
- Giovanni Francesco Bezzi, pittore italiano († 1571)
- Savino de Bobali, poeta italiano († 1585)
- Leonardo Botallo, anatomista, medico e chirurgo italiano
- Benedetto Bresca, marinaio italiano († 1603)
- Domenico Cafaggi, scultore italiano († 1608)
- Lazzaro Calamech, pittore e scultore italiano
- Francesco Camilliani, scultore e architetto italiano († 1576)
- Angelo Cesi, vescovo cattolico italiano († 1606)
- Humphrey Cole, artigiano inglese († 1591)
- Giovanni Battista Collepietra, architetto e ingegnere italiano († 1604)
- Bernardino Contin, scultore e architetto svizzero († 1596)
- Cornelis Cort, pittore e incisore olandese († 1578)
- Valerio Corte, pittore, mercenario e alchimista italiano († 1580)
- Cesare Costa, arcivescovo cattolico, diplomatico e giurista italiano († 1602)
- Vincenzo Danti, scultore italiano († 1576)
- Gerhard Dorn, filosofo, traduttore e fisico belga († 1584)
- Ambrose Dudley, III conte di Warwick, generale inglese († 1590)
- Giovanni Battista Eliano, gesuita, teologo e orientalista italiano († 1589)
- Ermogene, monaco cristiano, arcivescovo ortodosso e santo russo († 1612)
- Giovanni Antonio Fasolo, pittore italiano († 1572)
- Serdar Ferhad Pascià, politico ottomano († 1595)
- Giovanni Battista Fiammeri, pittore, presbitero e scultore italiano († 1606)
- Giambattista Fornovo, architetto italiano († 1585)
- Simone Genga, architetto italiano († 1596)
- Diego Girón, letterato spagnolo († 1590)
- Luca Grimaldi De Castro, doge († 1611)
- Stefano Guazzo, scrittore e diplomatico italiano († 1593)
- Santi Gucci, scultore e architetto italiano († 1600)
- Richard Hakluyt, geografo, traduttore e scrittore inglese († 1616)
- Thomas Hoby, diplomatico e traduttore inglese († 1566)
- Silvestro Invrea, doge († 1607)
- Kikkawa Motoharu, militare giapponese († 1586)
- Jan Kochanowski, scrittore polacco († 1584)
- Joseph Boniface de La Môle, francese († 1574)
- Ralph Lane, esploratore britannico († 1603)
- Charlotte de Laval, nobildonna francese († 1568)
- Aurelio Luini, pittore italiano († 1593)
- Ruy López de Segura, scacchista e monaco cristiano spagnolo († 1580)
- Juan López de Velasco, storico e cosmografo spagnolo († 1598)
- Giacomo Malatesta, condottiero italiano († 1600)
- Pedro Malón de Chaide, scrittore e teologo spagnolo († 1589)
- Alessandro Martucci, pittore italiano († 1598)
- João de Mendonça Furtado, militare portoghese († 1578)
- Tomás de Mercado, teologo e economista spagnolo († 1575)
- Girolamo Mirola, pittore italiano († 1570)
- François de Montmorency, nobile e militare francese († 1579)
- Battista Negrone, doge († 1592)
- Jean Nicot, diplomatico e lessicografo francese († 1600)
- Pedro Juan Perpiñá, gesuita spagnolo († 1566)
- Jöran Persson, politico svedese († 1568)
- Gaspar Gil Polo, poeta e romanziere spagnolo († 1591)
- Tommaso Porcacchi, umanista, geografo e traduttore italiano († 1576)
- Rocco Rodio, compositore e teorico musicale italiano († 1607)
- Giovanni Domenico Roncalli, mercante e politico italiano († 1562)
- Giulio Rubone, pittore italiano († 1590)
- Carlo Ruini, politico, anatomista e naturalista italiano († 1598)
- Manuel de Sá, biblista e gesuita portoghese († 1596)
- Eugenio de Salazar, scrittore e esploratore spagnolo († 1602)
- Nicholas Sanders, religioso e teologo britannico († 1581)
- Alfonso I Sanvitale, nobile italiano († 1555)
- Pedro Sarmiento de Gamboa, navigatore, esploratore e astronomo spagnolo († 1590)
- Satomi Yoshihiro, militare giapponese († 1578)
- Adamo Scultori, scultore, incisore e artista italiano († 1585)
- Tiryaki Hasan Pascià, militare e politico ottomano († 1611)
- John Whitgift, arcivescovo anglicano britannico († 1604)
- Anastasija Romanovna Zachar'ina, russa († 1560)
- Francesco Ferdinando d'Avalos, nobile e politico italiano († 1571)
- Giberto VIII da Correggio, militare italiano († 1580)
- Juan de Escobedo, politico spagnolo († 1578)
- Juan de Herrera, architetto e matematico spagnolo († 1597)
- Álvaro I del Congo, re († 1587)
- Girolamo della Rovere, cardinale e arcivescovo cattolico italiano († 1592)
- Girolamo della Volpaia, inventore italiano († 1614)
- Jacob Hannibal von Ems zu Hohenems, condottiero, diplomatico e mercenario austriaco († 1587)